# Herman de Verdun
Herman de Verdun (Verdun 965- 28 de maig de 1029) fou un noble germànic, fill de Godofreu I de Verdun (conegut com a Godofreu el Captiu) i germà del comte Godofreu II de Verdun (duc Godofreu I de Baixa Lotaríngia). Vers 980 es va casar amb Matilde de Dagsburg.
Quan el seu germà el comte Frederic de Verdun va morir el 1022, el va succeir en els comtats de Verdun i les Ardenes, però del primer en fou desposseït el 1024 pel bisbe de Verdun, Raimbert, que va investir com a comte a Lluís I de Chiny, comte de Chiny. Aquest només es va poder sostenir un any, perquè Goteló I de Baixa Lotaríngia, germà de Herman, que havia succeït al també germà seu Godofreu I de Baixa Lotaríngia com a duc, quan aquest va morir el 1023, va atacar a Lluís i va recuperar el comtat, que no obstant no va retornar a Herman sinó que el va donar al seu fill Godofreu III de Verdun (després duc Godofreu II de Baixa Lotaríngia). Possiblement Herman, que ja tenia uns 65 anys i no tenia fills mascles, va renunciar o no fou considerat adequat; és possible que hagués mantingut les Ardenes fins a la seva mort o hagués rebut el marquesat/comtat d'Ename. La seva filla, Matilde de Verdun (+ vers 1039), hauria nascut vers 996 i s'hauria casat vers 1015 amb Renyer V de Mons (comte d'Hainaut).